# 1987 في التلفزيون البريطاني
هذه قائمة بالأحداث المتعلقة التي حدثت بالتلفزيون البريطاني منذ عام 1987.

## الأحداث

### يناير
- 1 يناير - تشمل أبرز أحداث يوم رأس السنة الجديدة على قناة BBC1 العرض التلفزيوني البريطاني الأول لفيلم Local Hero والفيلم الكلاسيكي To Have and Have Not.[1]
- 2 يناير -
  - ظهرت سلسلة الرسوم المتحركة اليابانية الأمريكية ThunderCats لأول مرة على BBC1.[2] ومع ذلك، فقط بقدر ما سيتم عرض الموسم الأول.
  - العرض الأول للتلفزيون البريطاني لفيلم الرعب الخارق للطبيعة Poltergeist على قناة BBC1.[3]
- 3 يناير -
  - تظهر الأفلام المغلقة مرة أخرى على تلفزيون يوركشاير عندما توقفت تجربتها مع التلفزيون الذي يعمل على مدار الساعة.
  - المسلسل الكوميدي الأمريكي Perfect Strangers يُعرض لأول مرة على قناة BBC1.
- 5 يناير - تم بيع EastEnders إلى أستراليا وسيبث على التلفزيون الأسترالي على ABC جنبًا إلى جنب مع In Sickness and In Health .
- 6 يناير -
  - ذكرت صحيفة الغارديان أن Central Television قد استحوذ على القسم الأوروبي من شركة الإنتاج الأمريكية Filmfair مقابل 1.5 مليون جنيه إسترليني.[4] استمر فيلم فير في إنتاج العديد من مسلسلات الأطفال المتصلة بالشبكة في المحطة قبل بيعها لمجموعة العاصفة (قزوين) في عام 1991.[5][6]
  - المفتش مورس ، استنادًا إلى كتب كولين دكستر ، ظهر لأول مرة على قناة ITV مع جون ثو في دور العنوان.
- 12 يناير - عرض مسلسل Anzacs الأسترالي المكون من خمسة أجزاء عن الحرب العالمية الأولى على قناة BBC1 التلفزيونية البريطانية.[7]
- 16 يناير - أصبحت قضية الزركون معروفة للجميع عندما ذكرت صحيفة الغارديان أن الحكومة أمرت بي بي سي بوضع فيلم وثائقي في سلسلة المجتمع السري عن القمر الصناعي الزركون على الرف. بعد يومين، يخضع صانع الأفلام الوثائقية دنكان كامبل لأمر قضائي يمنعه من مناقشة محتوى البرنامج أو الكتابة عنه، ولكنه يكتب لاحقًا مقالًا عن الحلقة لـ New Statesman .
- 29 يناير - أقيل رئيس مجلس إدارة هيئة الإذاعة البريطانية (بي بي سي)، ألاسدير ميلن، مارمادوك هاسي. تم استبداله بمحاسب كبير في بي بي سي، مايكل تشيك لاند.
- 30 يناير - أصبحت يوركشاير ثاني منطقة ITV تطلق خدمة Jobfinder ، تبث لمدة ساعة بعد الإغلاق.[8]

### فبراير
- 5 فبراير - ظهرت الأميرة آن في مسابقة رياضية «سؤال رياضي» ، وذلك بعد أسابيع من اعتقاد كابتن الفريق إملين هيوز بصورة خاطئة لها وهي على حصان للفارس جون ريد. حققت الحلقة رقماً قياسياً بلغ 19 مليون مشاهد.
- 21 فبراير - ظهر أوليفر ريد وهو مخمور على ما يبدو في برنامج آسبيل آند كومباني على قناة ITV ، حيث يتعثر ويتأرجح حول المجموعة.
- 24 فبراير - المسرحية الهزلية Hardwicke House ، التي تدور أحداثها في مدرسة شاملة مختلة وظيفياً، تظهر لأول مرة على قناة ITV. تلقى المسلسل استقبالًا سيئًا من قبل النقاد والمشاهدين وتم إلغاؤه بشكل مفاجئ بعد عرض حلقتين فقط (البث الثاني في المساء التالي). الحلقات الخمس المتبقية المجدولة لا يتم إرسالها أبدًا.
- 26 فبراير - مايكل تشيكلاند يخلف ألاسدير ميلن في منصب المدير العام لهيئة الإذاعة البريطانية.
- 27 فبراير - بدأت هيئة الإذاعة البريطانية والتلفزيون المستقل أسبوعًا من البرامج التي تهدف إلى تثقيف الناس حول فيروس الإيدز. تشمل النقاط البارزة الإيدز - الحقائق على BBC1 ، وهو برنامج قصير للحقائق والأرقام التي تغطي الأسئلة المتداولة حول المرض، وبرنامج First AIDS ، وهو برنامج كوميدي من إنتاج ITV من إنتاج London Weekend Television ويضم مايك سميث وجوناثان روس وإيما فرويد.[9][10]

### مارس
- 6 مارس - قناة BBC1 تبث فيلم The Elephant Man ، فيلم David Lynch الشهير عن جوزيف ميريك.[11]
- 9 آذار / مارس - الظهور الأول لبرنامج «الاتصال الحميم» في التلفزيون المركزي، وهو دراما تتناول قضية الإيدز.
- 21 مارس - عادت شركة Opportunity Knocks إلى التلفزيون البريطاني بعد انقطاع دام عقدًا من الزمن، والآن على BBC1. يتم تقديمه بواسطة Bob Monkhouse ويتم بثه تحت عنوان Bob Says Opportunity Knocks.[12]

### أبريل
- 6 أبريل - تم بث المسلسل البريطاني Thomas the Tank Engine and Friends لأول مرة في أستراليا على ABC .
- 9 أبريل -
  - تعرض قناة BBC1 سلسلة رسوم متحركة جديدة تسمى The Adventures of Spot مبنية على كتب إيريك هيل ورواها بول نيكولاس.[13]
  - تُعرض سلسلة الرسوم المتحركة للأطفال The Raggy Dolls في أستراليا لأول مرة على قناة ABC .
- 20 أبريل - BBC1 تبث العرض التلفزيوني البريطاني الأول لألعاب WarGames ، بطولة ماثيو بروديريك، ألي شيدي ودابني كولمان.[14]
- 24 أبريل - عرض المسلسل الموسيقي للقناة الرابعة The Tube للمرة الأخيرة.
- 25 أبريل -
  - المسلسل الأسترالي Prisoner: Cell Block H يظهر لأول مرة على التلفزيون المركزي في ميدلاندز. يعتقد العديد من المشاهدين أن هذا هو المسلسل لأول مرة على التلفزيون البريطاني، ولكن في الواقع كان يُعرض في منطقة يوركشاير منذ عام 1984. كانت المنطقة الوسطى أول منطقة تختتم السلسلة، ومع ذلك، في ديسمبر 1991.
  - أصبحت Central أول محطة تبقي أجهزة الإرسال الخاصة بها على الهواء طوال الليل عندما تطلق More Central . يتم عرض البرامج في الساعات الأولى مع ملء بقية الليل بخدمة Jobfinder ، والتي تبث من الإغلاق حتى بداية TV-am.[15]
  - يتم بث المسلسل الكوميدي الأمريكي ALF لأول مرة على شاشات التلفزيون في المملكة المتحدة على ITV .
- 26 أبريل - بث القناة الرابعة The Tube للمرة الأخيرة بعد خمس سلاسل.
- 28 نيسان (أبريل) - انتهت برامج تلفزيون بي بي سي باللغتين الهندية والأردية بعد أكثر من 20 عامًا من إرسال النسخ النهائية من مجلة آسيان [16] وغربار.[17] سيتم إطلاق برنامج جديد للجالية الآسيوية في وقت لاحق من هذا العام وسيتم بثه باللغة الإنجليزية.

### مايو
- 1 مايو - إطلاق برنامج المناقشة في وقت متأخر من الليل بعد حلول الظلام ، على القناة الرابعة.
- 3 مايو - بدأ بث أول سلسلتين من المسلسل التلفزيوني الرائد للشباب Network 7 على القناة الرابعة. يتم عرض البرنامج على الهواء مباشرة في وقت الغداء يوم الأحد.
- 9 مايو - فاز جوني لوجان من أيرلندا في مسابقة الأغنية الأوروبية لعام 1987 بأغنية Hold Me Now .
- 10 مايو - بثت قناة ITV الهروب من سوبيبور ، وهو فيلم مخصص للتلفزيون يروي قصة الهروب الجماعي من محتشد الإبادة في سوبيبور خلال الحرب العالمية الثانية، وهو أنجح انتفاضة قام بها السجناء اليهود في معسكرات الإبادة الألمانية.[18]
- 22 مايو - 20 يونيو - بث تلفزيون بي بي سي تغطية كأس العالم للرجبي الأول من أستراليا ونيوزيلندا. هذه هي المرة الوحيدة التي تعرض فيها بي بي سي البطولة.

### يونيو
- 9 يونيو - عرض الرسم البياني الذي تم إنتاجه لأول مرة من Tyne Tees ، The Roxy ، قدمه David Jensen و Kevin Sharkey . يهدف البرنامج إلى أن يكون شريكًا في العرض الإذاعي المستقل The Network Chart Show ، باتباع تنسيق مشابه لقناة Top of the Pops على قناة BBC ، لكن موقعها في Newcastle-upon-Tyne يؤثر على قدرتها على تأمين العروض الحية. يعاني العرض أيضًا من تصنيفات ضعيفة لأنه لا يحتوي على فتحة منتظمة على شبكة ITV ، وتم إلغاؤه في أبريل 1988.
- 11-12 حزيران (يونيو) - تم بث تغطية نتائج الانتخابات العامة لعام 1987 على كل من BBC1 وITV .
- 19 يونيو - الظهور الأول لبطولة The Grand Knockout ، وهو عرض خاص بالضربة القاضية يضم أعضاء من العائلة المالكة البريطانية جنبًا إلى جنب مع الرياضيين وغيرهم من المشاهير. المعروف أيضًا باسم إنها Royal Knockout ، يجذب هذا الحدث الكثير من السخرية الإعلامية ويعتبر فاشلاً، على الرغم من أنه جمع مليون جنيه إسترليني للأعمال الخيرية.
- 22 يونيو - انتقل برنامج وقت الغداء للأطفال في بي بي سي من BBC1 إلى BBC2. يظهر في وقت سابق بقليل، في 1:20 مساء.
- 29 يونيو - تم بث برامج المدارس على ITV للمرة الأخيرة.

### يوليو
- 5 يوليو - مشاهدة فيلم Jim Hitchmough الكوميدي عن زوجين غير متطابقين، وبطولة Paul Bown وEmma Wray ، لأول مرة على قناة ITV.
- 7 يوليو - أعلن جيريمي إيزاك، الرئيس التنفيذي للقناة 4، أن عائدات الإعلانات للقناة للفترة 1986-1987 قد تجاوزت التكاليف لأول مرة منذ إطلاقها، حيث حققت أرباحًا قدرها 20 مليون جنيه إسترليني.
- 17 يوليو - بثت أخبار ITN في One للمرة الأخيرة، كما أنها تمثل تقاعد ليونارد باركين من قراءة الأخبار.
- 20 يوليو - ينتقل برنامج أخبار وقت الغداء الخاص بـ ITV إلى الساعة 12:30 فتحة م. وبالتالي، ينتهي برنامج News at One بعد 11 عامًا على الهواء.
- 25 يوليو - تم عرض الإصدار الأول من البرنامج الأسبوعي الجديد للمجتمع الآسيوي، Network East . يتم بث البرنامج باللغة الإنجليزية ليحل محل مجلة Asian Magazine و Gharbar ، التي كانت قد انتهت قبل ثلاثة أشهر.[19]

### أغسطس
- 17 أغسطس - Thames / LWT تبدأ البث على مدار 24 ساعة. تبدأ Anglia أيضًا الإرسال على مدار 24 ساعة في نفس الوقت تقريبًا.
- 20 أغسطس - في أعقاب مذبحة Hungerford في اليوم السابق والتي قتل فيها 16 شخصًا برصاص متحمس السلاح مايكل رايان، قامت BBC و ITV والقناة 4 بسحب العديد من الأفلام والبرامج القادمة التي تحتوي على العنف من جداولها. من بينها غرب نيفادا سميث عام 1966، حلقة من المحترفين وفيلم 1982 ما بعد المروع Battletruck . يتم أيضًا إلغاء عرض الدم الأول.[20]
- 25 أغسطس - تبث قناة BBC1 أول عرض علني لمسرحية Dennis Potter التلفزيونية Brimstone and Treacle التي كان من المقرر في الأصل بثها في عام 1976 ولكن تم سحبها قبل وقت قصير من بثها.[21]

### سبتمبر
- 7 سبتمبر -
  - ITV تطلق جدول برنامج الصباح الكامل مع الإعلانات لأول مرة. تشمل الخدمة الجديدة نشرات إخبارية منتظمة مدتها خمس دقائق على المستويين الوطني والإقليمي.
  - أصبح سيلفستر مكوي الممثل السابع الذي يلعب دور الطبيب في فيلم Doctor Who الذي يقدمه بي بي سي ون منذ فترة طويلة، حيث ظهر لأول مرة في دوره في مسلسل " Time and the Rani ". يقوم مكوي أيضًا بأول ظهور له لأول مرة باعتباره الطبيب السادس بعد رفض كولين بيكر إعادة تمثيل دور المسلسل (جزئيًا بسبب إزالته المفاجئة من العرض).
  - تعرض سلسلة الرسوم المتحركة من Disney DuckTales العرض الأول لها في المملكة المتحدة على قناة ITV قبل بثها في الولايات المتحدة على البث المشترك بعد عدة أيام.
- 8 سبتمبر - أعلن تلفزيون Anglia أنه سيتم استبدال معرف Anglia Knight الخاص به بشعار تم إنشاؤه بواسطة الكمبيوتر من أوائل عام 1988. ومع ذلك، سيستمر الفارس في التواجد في استقبال مقر أنجليا.[22]
- 14 سبتمبر - بعد 30 عامًا على ITV ، تنتقل مدارس ITV إلى القناة 4 . وبالتالي، تبدأ برامج أيام الأسبوع للقناة الرابعة في الساعة 9:30 صباحًا (ظهرًا عندما لا يتم عرض برامج المدارس).
- 21 سبتمبر - كجزء من ساعات البث الموسعة خلال أيام الأسبوع للقناة 4، يتم بث الإصدار الأول من برنامج أخبار الأعمال والأخبار المالية، Business Daily .
- 25 سبتمبر - ظهرت نسخة أمريكية من Top of the Pops لأول مرة على شبكة CBS في الولايات المتحدة، مع نيا بيبلز كمقدمة. يتيح إطلاق برنامج TOTP الأمريكي للأعمال الأمريكية الظهور بسهولة أكبر في العرض دون الحاجة إلى السفر إلى لندن، مع منح الأفعال البريطانية فرصة للظهور على التلفزيون الأمريكي حيث تتضمن كل نسخة لقطات من المسلسل البريطاني والتفاصيل. من العشرة الأوائل الحاليين في المملكة المتحدة.
- 26 سبتمبر - الظهور الأول لـ Going Live! ، برنامج مجلة مباشر جديد، يبث على BBC1 ، ويقدمه فيليب سكوفيلد وسارة جرين.[23]
- 30 سبتمبر - تعرض قناة BBC2 لأول مرة فيلم Malcolm McKay The Interrogation of John ، وهو فيلم يتعلق باستجواب الشرطة لمشتبه به في جريمة قتل محتملة.[24] من بطولة دينيس كيلي وبيل باترسون ومايكل فيتزجيرالد، يشكل لاحقًا الجزء الأول من سلسلة من ثلاثة أجزاء بعنوان A Wanted Man ، والتي تطور القصة وتعرض في عام 1989.[25]

### أكتوبر
- 12 أكتوبر - BBC1 تطلق Going for Gold لأول مرة، وهو اختبار معرفي عام قدمه هنري كيلي يتنافس فيه متسابقون من أربعة عشر دولة أوروبية مختلفة ليصبحوا بطل السلسلة. الفائز في المسلسل الأول، دافني هدسون (لاحقًا دافني فاولر)، يتلقى تذاكر في الحلبة في دورة الألعاب الأولمبية الصيفية لعام 1988 في سيول، ويصبح وجهًا مألوفًا على شاشة التلفزيون بعد ظهوره في عدد من الاختبارات الأخرى، بما في ذلك خمسة عشر إلى واحد و المتحمسون.[26][27]
- 15 تشرين الأول (أكتوبر) - خلال نشرة جوية، قال خبير الأرصاد الجوية في بي بي سي مايكل فيش «في وقت سابق اليوم، على ما يبدو، اتصلت امرأة بالبي بي سي وقالت إنها سمعت أن هناك إعصارًا في الطريق؛ حسنًا، إذا كنت تشاهد، فلا تقلق، لا يوجد، ولكن بعد قولي هذا، في الواقع، سيصبح الطقس عاصفًا جدًا، لكن معظم الرياح القوية، بالمناسبة، ستهبط فوق إسبانيا وعبر فرنسا».[28] وبعد ساعات، تعرضت بريطانيا لأسوأ عاصفة منذ 284 عامًا.[29] وجه فيش انتقادات لاحقًا للتعليقات، لكنه زعم منذ ذلك الحين أنها أشارت إلى فلوريدا بالولايات المتحدة الأمريكية، وتم ربطها بقصة إخبارية تسبق نشرة الطقس مباشرة، ولكنها تكررت على نطاق واسع خارج السياق لدرجة أن الجمهور البريطاني لا يزال مقتنعًا بأنه كان يشير إلى اقتراب العاصفة.
- 16 أكتوبر - نتيجة للعاصفة الكبرى عام 1987، فقدت الطاقة الكهربائية لاستوديوهات TV-am ويجب نقل برنامج الطوارئ من المرافق في مركز Euston Road التابع لتلفزيون التايمز باستخدام تقارير من أطقم TV-am الخاصة وتلك الخاصة بـ ITN و TSW و TVS . وقت الإفطار على بي بي سي، والذي كان يأتي عادةً من لايم جروف ولم يكن قادرًا على البث لأن الاستوديوهات كانت بدون كهرباء، كما كان الحال مع معظم مركز تلفزيون بي بي سي في وود لين. تم بث الجزء الأول من البرنامج من مجموعة الاستمرارية في مركز التلفزيون الذي يستخدم عادة لعرض بي بي سي للأطفال حيث أن هذه المنطقة بها دعم للمولد، قبل أن يتم استخدام استوديو أكبر.
- 17 أكتوبر - عرض لأول مرة على التلفزيون البريطاني لستيفن كينغز المنطقة الميتة على بي بي سي 1. هذا هو الأول من بين ثلاثة أفلام مبنية على أعمال ستيفن كينج لتلقي أول ظهور تلفزيوني بريطاني على مدى ثلاثة أيام سبت متتالية.[30]
- 18-19 أكتوبر - قناة 4 شاشات المعلم المحرقة فيلم المحرقة على مدى ليلتين. يتم عرضه من 8:15 مساءا حتى 12:45 صباح يوم 18 أكتوبر و 8:30 مساءً إلى 1:20 صباح يوم 19 أكتوبر وبدون فواصل تجارية.
- 24 أكتوبر - عرض لأول مرة على التلفزيون البريطاني لستيفن كينج كوجو على BBC1.[31]
- 29 أكتوبر - العرض التلفزيوني البريطاني الأول لمسلسل الرسوم المتحركة الإسباني الشهير حول العالم مع ويلي فوغ.[32] تنتهي السلسلة المكونة من 26 جزءًا في 28 أبريل 1988.[33]
- 30 أكتوبر - صدر العدد الأول من قناة 4 الرائد الشؤون سلسلة وثائقية الحالية برقيات هو البث.
- 31 أكتوبر - العرض التلفزيوني البريطاني الأول لفيلم مختارات، ستيفن كينغز عين القط على بي بي سي 1.[34]

### نوفمبر
- 2 تشرين الثاني (نوفمبر) - تشمل الذكرى الخامسة للقناة الرابعة عرض قصيدة توني هاريسون التليفزيونية المثيرة للجدل الخامسة ، والتي تجذب الشكاوى بسبب استخدامها المتكرر للغة متطرفة.
- 4-18 نوفمبر - أصبح دامون وديبي أول «فقاعة صابون». لقد كان مسلسلًا قصيرًا أخذ شخصيتين من Brookside إلى مواقع جديدة وقصتهما الخاصة.
- 5 تشرين الثاني (نوفمبر) - اشتهر مقدم البرامج الإذاعي والتلفزيوني المخضرم الأيرلندي المولد إيمون أندروز باستضافة برامج مثل World of Sport و What's My Line؟ وتموت This Is Your Life في لندن بعد فشل القلب.
- 11 تشرين الثاني (نوفمبر) - بث BBC1 الفيلم الوثائقي لبول هامان، أربعة عشر يومًا في مايو ، وهو فيلم يروي الأيام الأخيرة قبل إعدام إدوارد إيرل جونسون، وهو سجين أمريكي أدين بالاغتصاب والقتل وسجن في سجن ولاية ميسيسيبي.[35]
- 17 نوفمبر - Fireman Sam ، مسلسل تلفزيوني للأطفال حول رجل إطفاء صوت ورواه جون Alderton ، ظهر لأول مرة على BBC1.
- 22 تشرين الثاني (نوفمبر) - الإصدار الأخير من تشغيل عام 1987 للعب بطاقاتك بشكل صحيح . اختفى المسلسل من قناة ITV بعد هذا التاريخ ولم يعد حتى مارس 1994.[36]
- 23 نوفمبر - بدأ الإضراب التلفزيوني بعد أن انسحب أعضاء نقابة الفنيين من ACTT في نزاع حول «حملة رعاية عيد الميلاد» للمحطة. ما يُقصد به أن يكون توقفًا لمدة 24 ساعة يستمر لعدة أشهر عندما يتم حظر الموظفين من قبل المدير العام بروس جينجيل . TV-am غير قادر على بث Good Morning Britain ، يتم استبدال التنسيق العادي بعروض مثل Flipper و Batman و Happy Days . بحلول كانون الأول (ديسمبر)، بدأت خدمة هيكلية ترى موظفين غير تقنيين يشغلون الكاميرات وجينجل نفسه يوجه الإجراءات، في السماح لـ Good Morning Britain لبدء البث مرة أخرى. في النهاية تم فصل المضربين واستبدالهم بعاملين من خارج النقابات. ظلت أرقام المشاهدة مرتفعة طوال فترة الاضطراب، التي استمرت حتى عام 1988، على الرغم من استئناف البرمجة العادية تدريجياً. تتبع محطات ITV الأخرى فيما بعد مثال Gyngell.
- 25 تشرين الثاني (نوفمبر) - تعرض قناة BBC1 الجزء الأول من الفيلم الوثائقي المكون من جزأين للمخرج ديزموند ويلكوكس The Visit - Coma ، وهو فيلم عن كوني البالغة من العمر 11 عامًا والتي تركت في غيبوبة بعد أن صدمتها سيارة أجرة أثناء عودتها إلى المنزل من التسوق في عيد الميلاد في غلاسكو. يتابع الفيلم رحلة كوني وهي تبدأ عملية التعافي البطيئة. ويعرض الجزء الثاني من الفيلم الوثائقي في 2 ديسمبر.[37][38]
- 28 نوفمبر - متكلم من بطنه جيمي Tamley يفوز وجوه جديدة من '87 ، يأتي قبيل الكوميدي جو باسكوال، الذي يحتل المركز الثاني.
- شهر نوفمبر -
  - تبدأ Tyne Tees البث على مدار 24 ساعة من خلال إطلاق خدمة Jobfinder التي تبث كل ليلة من وقت الإغلاق المعتاد حتى بداية TV-am في الساعة 6 صباحا.
  - تم تعيين مايكل جراد في منصب الرئيس التنفيذي للقناة الرابعة، وسيخلف جيريمي إيزاك في 1 يناير 1988.

### ديسمبر
- كانون الأول (ديسمبر) - بث Thamesside TV ، وهي محطة تلفزيونية غير مرخصة أنشأها راديو Thameside ، على الهواء في لندن. لا يوجد سوى اثنين من عمليات البث المعروفة.[39][40]
- 7 ديسمبر - يمكن لـ TV-am التبديل من بث المواد المسجلة مسبقًا بنسبة 100٪ مع تقديم مقطع مباشر مدته 30 دقيقة كل صباح مقدم من Anne Diamond.[41]
- 13 ديسمبر - تم بيع The Singing Detective إلى أستراليا، حيث يتم عرضه على ABC .
- 14 ديسمبر - TV-am تمدد بثها المباشر لمدة ساعة في اليوم.
- 16 ديسمبر - أعلن تلفزيون يوركشاير أنه سيتم إلغاء 3-2-1 كمسلسل تلفزيوني ولكن سيستمر عرضها في سلسلة من العروض «الخاصة». يتم عرض الألعاب الأولمبية الخاصة وعيد الميلاد الخاص في عام 1988 ؛ بعد ذلك يتم إلغاؤه تمامًا.[42]
- 18 ديسمبر - قدم فرانك بوج، الذي أطلق تلفزيون الإفطار في 17 يناير 1983، وقت الإفطار للمرة الأخيرة.[43]
- 25 ديسمبر -
  - تشمل أبرز الأحداث في يوم عيد الميلاد على BBC1 جولي أندروز. . . . صوت عيد الميلاد ، عرض يضم الموسيقى وقدمته جولي أندروز من سالزبورغ، النمسا، والعروض التلفزيونية البريطانية الأولى لكل من إنديانا جونز ومعبد الموت وشروط التحبيب.[44]
  - تتمتع قناة ITV بجمهور حطم الأرقام القياسية عندما يتابع أكثر من 26 مليون مشاهد حلقة يوم عيد الميلاد من Coronation Street ، والتي تظهر فيها هيلدا أوغدن (جان ألكسندر) آخر ظهور لها في العرض بعد 23 عامًا.[45]
- 30 ديسمبر - تبث القناة الرابعة «تحية إلى ATV»، أمسية لبرامج الاحتفال بمركبة ATV بما في ذلك حلقات ليلة الأحد في بلاديوم لندن ، وسانت وإدوارد الثامن .
- 31 ديسمبر -
  - في خطوة غير معتادة لمسلسل تلفزيوني مسجل مسبقًا، تم دمج Chimes of Big Ben في حلقة من EastEnders على BBC1. جلبت شخصية دن واتس (ليزلي جرانثام) جهاز تلفزيون إلى حانة الملكة فيك ، «شاهد» الدقات بالكامل، واستؤنفت الحلقة.[46]
  - يبث BBC2 اختبار صافرة خاص مدته خمس ساعات للترحيب به في عام 1988. الخاص، بثت من 9:35 مساء ليلة رأس السنة الجديدة حتى الساعة 2:55 في يوم رأس السنة الجديدة، ألق نظرة على المحفوظات في ما هي آخر رحلة للبرنامج.[47] سوف تمر ثلاثة عقود في عام 2018 قبل أن يتم بث نسخة جديدة من البرنامج.[48]

### مجهول
- تبث Network 21، وهي محطة تلفزيونية غير مرخصة في لندن، حوالي 30 دقيقة في أمسيات الجمعة.
- حددت دراستان حكوميتان منفصلتان مساحة التردد الإضافية على النطاق UHF ، مما أثار جدلاً سياسيًا حول جدوى قناة تلفزيونية أرضية خامسة في المملكة المتحدة.[49]
- حل السير ريتشارد أتنبورو محل إدموند ديل كرئيس للقناة 4.[50]

## لأول مرة

### بي بي سي الأولى
- 2 يناير - ThunderCats (1987-1991)
- 3 يناير -
  - سر كاروت (1987-1989)
  - الغرباء المثاليون (1986-1993)
- 4 يناير - يوميات آن فرانك (1987)
- 9 يناير - أطفال روكليف (1987-1988)
- 12 يناير - أنزاك (1985)
- 13 يناير - نوع من البراءة (1987)
- 21 يناير - الزوايا (1987-1992)
- 18 فبراير - دخول ميت (1987)
- 3 مارس - توتي فروتي (1987)
- 4 مارس - الراكون (1985-1991)
- 8 مارس - الجنة الأولى (1987)
- 12 مارس - الحياة بدون جورج (1987-1989)
- 9 أبريل - مغامرات بقعة (1987-1993)
- 14 أبريل - التوقعات المتأخرة (1987)
- 22 أبريل - Best Of British (1987-1994)
- 6 مايو - عين التنين (1987)
- 5 سبتمبر - بولاسكي (1987)
- 6 سبتمبر - فانيتي فير (1987)
- 8 سبتمبر -
  - سائقي الشاحنات (1987)
  - يجب أن تكون الزوج (1987-1988)
- 14 سبتمبر - راتمان (1987)
- 15 سبتمبر - باد بويز (1987-1988)
- 17 سبتمبر - بلاكادر الثالث (1987)
- 26 سبتمبر -
  - ChuckleVision (1987-2009)
  - بدء البث المباشر! (1987-1993)
  - دبل داري (1987-1992)
- 5 تشرين الأول (أكتوبر) حرب النجوم: إيوكس (1985-1986)
- 11 أكتوبر - ثروات الحرب (1987)
- 12 تشرين الأول (أكتوبر) - الذهاب إلى الذهب (بي بي سي 1987-1996 ، القناة الخامسة 2008-2009)
- 17 أكتوبر - عائلتي والحيوانات الأخرى (1987)
- 29 أكتوبر - حول العالم مع ويلي فوغ (1983)
- 10 تشرين الثاني (نوفمبر) - منقسمون نحن نقف (1987-1988)
- 16 نوفمبر - سايمون والساحرة (1987-1988)
- 17 تشرين الثاني (نوفمبر) - Fireman Sam (BBC1 1987–1989 ، BBC2 1989-1994، BBC 2005-2008، Channel 5 2008-present & CITV 2008-2012)
- 18 نوفمبر - الأجانب في الأسرة (1987)
- 4 ديسمبر - The Marksman (1987)

### بي بي سي الثانية
- 7 يناير - Filthy، Rich &amp; Catflap (1987)
- 26 يناير - مشكلة صغيرة (1987)
- 23 فبراير - مرحبا أمي (1987)
- 25 فبراير - قلب البلد (1987)
- 9 آذار (مارس) - فرنش وسوندرز (1987-2007)
- 25 مارس - لغز دوروثي إل سايرس (1987)
- 24 أبريل - فندق ريتز (1987)
- 11 مايو - ابنة الأب ماثيو (1987)
- 14 مايو - السلتيون (1987)
- 3 يونيو - صور ليزي (1987)
- 6 يوليو - Star Cops (1987)
- 16 سبتمبر - حديقة المطبخ الفيكتوري (1987)
- 9 أكتوبر - الرياضة يوم الجمعة (1987-1997)
- 4 نوفمبر - جاسوس مثالي (1987)
- 26 ديسمبر - قليلا من فراي ولوري (1987-1995)

### آي تي في
- 5 يناير - الآلام المتزايدة لأدريان مول (1987)
- 6 يناير - المفتش مورس (1987-2000)
- 7 يناير -
  - عالية وجافة (1987)
  - المثلثات الرياضية (1987-1990)
  - زاحف كراوليز (1987-1989)
- 9 يناير -
  - أنا وزوجي (1987-1988)
  - أحلام الأمس (1987)
- 18 يناير - أميرة صغيرة (1987)
- 15 فبراير - Adventures of the Gummi Bears (1985-1991)
- 16 فبراير - العالم السري لبولي فلينت (1987)
- 24 فبراير - هاردويك هاوس (1987)
- 6 مارس - الجري في البرية (1987-1989)
- 9 مارس - الاتصال الحميم (1987)
- أبريل - شعب الحذاء (1987)
- 3 أبريل - عبر ثقب المفتاح (1987-2008 ، 2013 إلى الوقت الحاضر)
- 25 أبريل - ALF (1986-1990)
- 26 أبريل - سكوب (1987)
- 1 مايو - ماتلوك (1987-1997)
- 17 مايو - السيدة الطائرة (1987–1989)
- 24 مايو - لعبة Tarby's Frame (1987–1989)
- 4 يونيو - فات توليب تو (1987)
- 7 يونيو - حصار العسل (1987)
- 9 يونيو - روكسي (1987-1988)
- 14 يونيو - فيضان تايد (1987–1988)
- 19 يونيو - فالنتين بارك (1987)
- 22 يونيو - أصدقاء خياليون (1987)
- 1 يوليو - هوم جيمس! (1987-1990)
- 5 يوليو -
  - أول نظرة (1987)
  - مشاهدة (1987-1993)
- 22 يوليو - تقرير كوك (1987-1999)
- 26 يوليو - ظل الحجر (1987)
- 2 أغسطس - ألغاز روث ريندل (1987-2002)
- 31 أغسطس - Playbox (1987-1992)
- 4 أيلول (سبتمبر) - إفلاس (1987-1988)
- 6 سبتمبر - فرسان الله (1987)
- 7 سبتمبر -
  - DuckTales (1987-1990)
  - نايتمير (1987-1994)
  - الزمان والمكان (1987-1998)
  - رسائل متسلسلة (1987-1997)
- 9 سبتمبر - فيز (1987–1989)
- 11 سبتمبر - قرية ويمبول (1987)
- 12 سبتمبر - تجربة دام إدنا (1987–1989)
- 13 سبتمبر - رجل الدولة الجديد (1987-1994)
- 16 سبتمبر - مغامرات تيدي روكسبين (1986-1987)
- 21 سبتمبر - الملجأ (1987-1988)
- 12 أكتوبر - المدرج (1987-1993)
- 16 أكتوبر - بريتس (1987-1989)
- 18 أكتوبر - الساحر (1987)
- 21 أكتوبر - سفارة لندن (1987)
- 2 نوفمبر - عامل الجوزاء (1987)
- 11 تشرين الثاني (نوفمبر) - أبرز النجوم (1987-1989)
- 13 ديسمبر - أشرطة بيدربيك (1987)
- بدون تاريخ - لغة لغة (1987–1989، 2021–)

### القناة 4
- 6 يناير - حكايات نساء صغيرات (1987)
- 4 آذار (مارس) - تذاكر تيتانيك (1987-1988)
- 16 مارس - Rude Health (1987–1988)
- 7 أبريل - المقتنيات المفقودة (1987)
- 1 مايو - بعد الظلام (1987-1997 ، بي بي سي 2003)
- 3 مايو - الشبكة 7 (1987-1988)
- 4 مايو - بيت الزاوية (1987)
- 5 مايو - امسك الحلم (1987)
- 13 مايو - بروند (1987)
- 3 يونيو - بورترهاوس بلو (1987)
- 21 سبتمبر - الأعمال اليومية (1987-1992)
- 4 أكتوبر - Worzel Gummidge Down Under (1987–1989)
- 30 تشرين الأول (أكتوبر) - رسائل (1987 إلى الوقت الحاضر)
- 4 نوفمبر - دامون وديبي (1987)
- 16 نوفمبر - لا تقول يموت (1987)

### قناة الأطفال
- مجهول -
  - إدوارد والأصدقاء (1987)
  - كابودل (1987-1990)

## القنوات

### قنوات جديدة
| تاريخ    | قناة       |
| -------- | ---------- |
| 30 يناير | قناة سوبر  |
| 1 أغسطس  | MTV أوروبا |

### القنوات البائدة
| تاريخ    | قناة           |
| -------- | -------------- |
| 30 يناير | صندوق الموسيقى |
| يوليو    | قناة ستار      |

## برامج تلفزيونية

### تغييرات الانتماء إلى الشبكة
| عروض                         | انتقل من | انتقل الى    |
| ---------------------------- | -------- | ------------ |
| برامج مدارس ITV              | ITV      | القناة 4     |
| شارع سمسم (نقابة بريطانية)   | ITV      | القناة 4     |
| توماس محرك الدبابة والأصدقاء | ITV      | قناة الأطفال |

### العودة ذاك العام بعد انقطاع لمدة عام أو أكثر
- 5 أكتوبر - Watch with Mother (1946–1973) (1987 ، 1989، 1993 VHS فقط)
- فرصة نوكس (1956-1978 ITV ، 1987-1990 BBC)
- ثروات الأسرة (1980-1985، 1987-2002 ، 2006-2015، 2020 إلى الوقت الحاضر)

## البرامج التلفزيونية المستمرة

### عشرينيات القرن الماضي
- بي بي سي ويمبلدون (1927-1939، 1946-2019، 2021 حتى الآن)

### الثلاثينيات
- سباق القوارب (1938-1939، 1946-2019)
- بي بي سي للكريكيت (1939، 1946-1999، 2020-2024)

### الأربعينيات
- تعال للرقص (1949-1998)

### الخمسينيات
- بانوراما (1953 حتى الآن)
- هذا الأسبوع (1956-1978، 1986-1992)
- ماذا تقول الأوراق (1956-2008)
- السماء في الليل (1957 إلى الوقت الحاضر)
- بلو بيتر (1958 إلى الوقت الحاضر)
- المدرج (1958-2007)

### الستينيات
- شارع التتويج (1960 إلى الوقت الحاضر)
- أغاني التسبيح (1961 - حتى الآن)
- دكتور هو (1963-1989، 2005 حتى الآن)
- العالم في العمل (1963-1998)
- توب أوف ذا بوبس (1964-2006)
- مباراة اليوم (1964 حتى الآن)
- مفترق طرق (1964-1988، 2001-2003)
- مدرسة اللعب (1964-1988)
- السيد والسيدة (1964-1999، 2008-2010، 2012 حتى الآن)
- Jackanory (1965-1996، 2006 حتى الآن)
- سبورتس نايت (1965-1997)
- اتصل بي بلاف (1965-2005)
- برنامج المال (1966-2010)
- المباراة الكبيرة (1968-2002)

### السبعينيات
- قوس قزح (1972-1992، 1994-1997)
- إميرديل (1972 حتى الآن)
- نيوزراوند (1972 حتى الآن)
- عطلة نهاية الأسبوع العالمية (1972-1988)
- آخر نبيذ الصيف (1973-2010)
- وجوه جديدة (1973-1978، 1986-1988)
- هكذا الحياة! (1973-1994)
- أتمنى لو كنت هنا...؟ (1974-2003)
- أرينا (1975 إلى الوقت الحاضر)
- جيم سوف يصلحه (1975-1994)
- رجل واحد وكلبه (1976 إلى الوقت الحاضر)
- 3-2-1 (1978-1988)
- جرانج هيل (1978-2008)
- البيت الصاخب (1979-1988)
- برج الكتاب (1979-1989)
- بلانكتي بلانك (1979-1990، 1997-2002)
- عرض بول دانيلز السحري (1979-1994)
- عرض التحف (1979 إلى الوقت الحاضر)
- وقت السؤال (1979 إلى الوقت الحاضر)

### 1980s
- الأطفال المحتاجون (1980 إلى الوقت الحاضر)
- برجراك (1981-1991)
- آسف! (1981-1988)
- "Allo" Allo! (1982-1992)
- ووغان (1982-1992)
- بروكسايد (1982-2003)
- العد التنازلي (1982 إلى الوقت الحاضر)
- لنتظاهر (مسلسل تلفزيوني) (1982-1988)
- رقم 73 (1982-1988)
- Timewatch (1982 إلى الوقت الحاضر)
- حق الرد (1982-2001)
- وقت الإفطار (1983-1989)
- دراماراما (1983-1989)
- لا تنتظر (1983-1990)
- Good Morning Britain (1983-1992، 2014 حتى الآن)
- الثلاثاء الأول (1983-1993)
- الطريق السريع (1983-1993)
- الافلام (1983-1993، 1994-1995، 1997، 2000-01، 2012)
- دوائر متناقصة باستمرار (1984-1989)
- بوب فول هاوس (1984-1990)
- وايد ويك كلوب (1984-1992)
- آسبيل وشركاه (1984-1993)
- صورة البصق (1984-1996)
- مشروع القانون (1984-2010)
- سباق القناة الرابعة (1984-2016)
- الكل بحسن نية (1985-1988)
- والدتك لا تحب ذلك (1985-1988)
- ثلاثة أب، اثنان أسفل (1985-1989)
- موطن لروست (1985-1990)
- طريق هواردز (1985-1990)
- عطلة بوسمان (1985-1993)
- إيست إندرس (1985 إلى الوقت الحاضر)
- تقرير كوك (1985-1998)
- Crosswits (1985-1998)
- الشاشة الثانية (1985-1998)
- مدمنو Telly (1985-1998)
- الإغاثة المصورة (1985 إلى الوقت الحاضر)
- الإجهاد التنفيذي (1986-1988)
- الحصول الطازجة (1986-1988)
- هوت ميتال (1986-1988)
- الخبز (1986-1991)
- ضربات الفرشاة (1986-1991)
- الفيديو العاري (1986-1991)
- بون (1986-1992، 1995)
- ScreenPlay (1986-1993)
- كل ثانية مهمة (1986-1993)
- لوفجوي (1986-1994)
- Beadle's About (1986-1996)
- عرض الرسم البياني (1986-1998، 2008-2009)
- ضحية (1986 إلى الوقت الحاضر)
- الرياضة يوم الجمعة (1987-1997)

## إنتهت في عام 1987
- مجهول
  - ذا جيتسونز (1962-1963، 1985-1987)
  - الفناء الخلفي لدينا (1984-1987)
  - بلا حدود (1985-1987)
- 2 يناير - Razzamatazz (1981-1987)
- 9 فبراير - الآلام المتزايدة لأدريان مول (1987)
- 8 أبريل - جوسي جيانتس (1986-1987)
- 18 أبريل - السبت سوبرستور (1982-1987)
- 26 أبريل -
  - الأنبوب (1982-1987)
  - المجلة الآسيوية (1982-1987)
- 28 نيسان - الغرب (1977-1987)
- 5 يونيو - دروموندز (1985-1987)
- 6 يونيو - CATS Eyes (1985-1987)
- 15 يوليو - كيف تجرؤ (1984-1987)
- 13 أغسطس - نحن الأبطال (1973-1987)
- 27 أغسطس - فات توليب أيضًا (1987)
- 31 أغسطس - تيري ويونيو (1979-1987)
- 20 تشرين الثاني (نوفمبر) - العب أوراقك بشكل صحيح (1980-1987 ، 1994-1999، 2002-2003)
- 22 نوفمبر - الساحر (1987)
- 1 ديسمبر - اختبار صافرة غراي القديمة (1971-1987)
- 15 ديسمبر - The Telebugs (1986-1987)
- 17 ديسمبر - Chish 'n' Fips (1984-1987)
- 18 ديسمبر - فيكتوريا وود كما يظهر على شاشة التلفزيون (1985-1987)
- 20 ديسمبر - The Two Ronnies (1971-1987 ، 1991، 1996، 2005)
- 31 ديسمبر - تحدي الجامعة (1962-1987 ITV ، 1994 حتى الوقت الحاضر بي بي سي)

</br> حكايات نساء صغيرات (1987)

## المواليد
- 9 يناير - نيكولا كوجلان، ممثلة
- 20 يناير - مارك رايت، شخصية تلفزيونية
- 29 مارس - ستيفاني باركر، ممثلة ويلزية (توفي عام 2009)
- 1 مايو - مات دي أنجيلو، ممثل
- 3 يونيو - ميشيل كيجان، ممثلة
- 5 يونيو - تشارلي كليمنتس، ممثل
- 14 أغسطس - ممثل جيمس باكلي
- 3 سبتمبر - كريس فاونتن، ممثل
- 22 سبتمبر - توم فيلتون، ممثل
- 28 نوفمبر - كارين جيلان، ممثلة
- 28 ديسمبر - هانا توينتون، ممثلة

## حالات الوفاة
| تاريخ     | اسم              | عمر | مصداقية سينمائية               |
| --------- | ---------------- | --- | ------------------------------ |
| 19 فبراير | هيو كارلتون جرين | 76  | مدير التلفزيون                 |
| 11 مارس   | جو جلادوين       | 81  | ممثل (Last of the Summer Wine) |
| 28 مارس   | باتريك تروتون    | 67  | ممثل (دكتور هو)                |
| 6 يونيو   | فولتون ماكاي     | 64  | ممثل (عصيدة)                   |
| 30 يوليو  | ماكدونالد هوبلي  | 70  | مذيع الاستمرارية               |
| 31 يوليو  | مايكل ستانيفورث  | 44  | الممثل                         |
| 11 سبتمبر | هيو ديفيد        | 62  | مدير التلفزيون                 |
| 17 سبتمبر | هاري لوك         | 73  | الممثل                         |
| 25 سبتمبر | املين ويليامز    | 81  | كاتب مسرحي وممثل               |
| 5 نوفمبر  | إيمون أندروز     | 64  | مذيعة تلفزيونية إيرلندية       |